# Daniel Ewing
Daniel George Ewing (Milton, 26 marzo 1983) è un ex cestista statunitense.

## Carriera
È stato selezionato dai Los Angeles Clippers al secondo giro del Draft NBA 2005 (32ª scelta assoluta).

## Palmarès

### Squadra
- Campionato polacco: 1

Asseco Prokom Gdynia: 2009-10
- Coppa di Russia: 1

Chimki: 2007-08
- Supercoppa polacca: 1

Prokom Gdynia: 2010
- Match des Champions: 1

Paris-Levallois: 2013

### Individuale
- McDonald's All-American Game (2001)